# 이즈미 리카
이즈미 리카(Rika Izumi, 1988년 10월 11일 ~ )는 일본의 배우, 가수, 패션 모델, 모델이다.
후시미구에서 태어났다.

## 방송
- 달의 요정 세일러문 (드라마)
- 가면라이더 가이무
- 운석가족
- 새로운 왕
- 문학처녀
- 해파리 공주

## 영화
- 너도 평범하지 않아 - 토가와 미나코 역